# BWF Future Series 2018
Die BWF Future Series 2018 war die zwölfte Auflage der BWF Future Series im Badminton.

## Turniere und Sieger
| Veranstaltung               | Herreneinzel         | Dameneinzel                    | Herrendoppel                                | Damendoppel                                | Mixed                                      |
| --------------------------- | -------------------- | ------------------------------ | ------------------------------------------- | ------------------------------------------ | ------------------------------------------ |
| North Harbour International | Oscar Guo            | Jesica Muljati                 | Kevin Dennerly-Minturn Oliver Leydon-Davis  | Leanne Choo Renuga Veeran                  | Maika Philips Anona Pak                    |
| Algeria International       | Bilal Elharab        | Halla Bouksani                 | Mohamed Abderrahime Belarbi Adel Hamek      | Doha Hany Hadia Hosny                      | Mohamed Amine Guelmaoui Malak Ouchefoune   |
| Slovak International        | Andre Marteen        | Deng Xuan                      | Lu Chen Ye Hong-wei                         | Li Zi-qing Teng Chun-hsun                  | Ye Hong-wei Teng Chun-hsun                 |
| Giraldilla International    | Sheng Xiaodong       | Crystal Pan                    | Osleni Guerrero Leodannis Martínez          | Thalia Mengana Marrero Tahimara Oropeza    | Osleni Guerrero Adriana Artiz Ataury       |
| Croatian International      | Daniel Nikolov       | Mariya Mitsova                 | Pater Lang Thomas Legleitner                | Ksenia Evgenova Anastasiia Semenova        | Paweł Pietryja Aneta Wojtkowska            |
| Argentina International     | Fabrício Farias      | Jaqueline Lima                 | Enrico Baroni Giovanni Toti                 | Florencia Bernatene Bárbara María Berruezo | Fabrício Farias Jaqueline Lima             |
| Greece International        | Toma Junior Popov    | Porntip Buranaprasertsuk       | Daniel Nikolov Ivan Rusev                   | Porntip Buranaprasertsuk Kristina Silich   | Dimitar Yanakiev Mariya Mitsova            |
| Peru Future Series          | Luis Ramón Garrido   | Daniela Macías                 | José Guevara Daniel La Torre                | Daniela Macías Dánica Nishimura            | Daniel La Torre Dánica Nishimura           |
| Romanian International      | nicht ausgetragen    | nicht ausgetragen              | nicht ausgetragen                           | nicht ausgetragen                          | nicht ausgetragen                          |
| Latvia International        | Toma Junior Popov    | Kristin Kuuba                  | Fabien Delrue William Villeger              | Kristin Kuuba Helina Rüütel                | Paweł Śmiłowski Magdalena Świerczyńska     |
| Lithuanian International    | Felix Burestedt      | Kristin Kuuba                  | Jaromír Janáček Tomáš Švejda                | Kristin Kuuba Helina Rüütel                | Callum Hemming Liew Fee Teng               |
| Mauritius International     | Goh Giap Chin        | Letshanaa A. Karupathevan      | Daniel Graßmück Roman Zirnwald              | Simran Singhi Ritika Thaker                | Georges Paul Aurélie Allet                 |
| Mexico Future Series        | nicht ausgetragen    | nicht ausgetragen              | nicht ausgetragen                           | nicht ausgetragen                          | nicht ausgetragen                          |
| Colombia International      | nicht ausgetragen    | nicht ausgetragen              | nicht ausgetragen                           | nicht ausgetragen                          | nicht ausgetragen                          |
| Benin International         | Maxime Moreels       | Pascaline Ludoskine Yeno Vitou | Gbenoukpo Sebastiano Degbe Tobiloba Oyewole | Xena Arisa Adjele Joeline Degbey           | Tobiloba Oyewole Xena Arisa                |
| Carebaco International      | Robert Mann          | Tamisha Williams               | Shae Michael Martin Dakeil Thorpe           | Monyata Riviera Tamisha Williams           | Dylan Darmohoetomo Crystal Leefmans        |
| Belarus International       | Ade Resky Dwicahyo   | Marie Batomene                 | Ade Resky Dwicahyo Azmy Qowimuramadhoni     | Olga Arkhangelskaya Elizaveta Tarasova     | Robert Cybulski Wiktoria Dąbczyńska        |
| Ethiopia International      | nicht ausgetragen    | nicht ausgetragen              | nicht ausgetragen                           | nicht ausgetragen                          | nicht ausgetragen                          |
| Bulgarian International     | Albin Carl Hjelm     | Sara Penalver                  | Jaromír Janáček Tomas Svejda                | Moa Sjöö Tilda Sjöö                        | Alex Vlaar Mariya Mitsova                  |
| Israel International        | Kaushal Dharmamer    | Ksenia Polikarpova             | Ariel Shainski Lukáš Zevl                   | Ksenia Polikarpova Kristina Silich         | Mykhaylo Makhnovskiy Anastassija Prosorowa |
| Morocco International       | nicht ausgetragen    | nicht ausgetragen              | nicht ausgetragen                           | nicht ausgetragen                          | nicht ausgetragen                          |
| Slovenia Future Series      | Luka Milić           | Sara Penalver                  | Oliver Gram Mads Thogersen                  | Katarina Galenić Maja Pavlinić             | Miha Ivančič Petra Polanc                  |
| Botswana International      | Ade Resky Dwicahyo   | Domou Amro                     | Ade Resky Dwicahyo Azmy Qowimuramadhoni     | Michelle Butler-Emmett Jennifer Fry        | Andries Malan Jennifer Fry                 |
| Dominican Open              | Job Castillo         | Sabrina Solis                  | Job Castillo Luis Armando Montoya           | Nairoby Abigail Jiménez Bermary Polanco    | Nelson Javier Nairoby Abigail Jiménez      |
| Zambia International        | Ade Resky Dwicahyo   | Dorcas Ajoke Adesokan          | Ade Resky Dwicahyo Azmy Qowimuramadhoni     | Evelyn Siamupangila Ogar Siamupangila      | Anuoluwapo Opeyori Dorcas Ajoke Adesokan   |
| El Salvador International   | Brian Yang           | Daniela Macías                 | Rubén Castellanos Anibal Marroquín          | Daniela Macías Dánica Nishimura            | Brian Yang Catherine Choi                  |
| South Africa International  | Azmy Qowimuramadhoni | Dorcas Ajoke Adesokan          | Ade Resky Dwicahyo Azmy Qowimuramadhoni     | Lehandre Schoeman Johanita Scholtz         | Andries Malan Jennifer Fry                 |